# هيب شات
هيب شات (بالإنجليزية: HipChat) هي خدمة ويب للدردشة الداخلية الخاصة عبر الإنترنت والمراسلة الفورية، بالإضافة إلى الدردشة الفردية والجماعية / الموضوعية، فقد تميزت أيضًا بتخزين الملفات السحابية ومكالمات الفيديو وسجل الرسائل القابل للبحث وعرض الصور، كان البرنامج متاحًا للتنزيل على أجهزة الكمبيوتر التي تعمل بنظام ويندوز أو ماك أو لينكس، بالإضافة إلى الهواتف الذكية والأجهزة اللوحية التي تعمل بنظام أندرويد وآي أو إس.

## روابط خارجية
- الموقع الرسمي